# Medalles del Cercle d'Escriptors Cinematogràfics de 2006
La cerimònia de lliurament de les medalles del Cercle d'Escriptors Cinematogràfics de 2006 va tenir lloc el 19 de gener de 2007 al Cine Palafox de Madrid i fou presentada pels actors Diana Palazón i Daniel Guzmán. Va comptar amb el patrocini de la Comunitat de Madrid, l'EGEDA, el I Festival Internacional de Cinema Solidari de Madrid (FICS Madrid), Filmotech.com i TVE.
Els premis tenien per finalitat distingir als professionals del cinema espanyol i estranger pel seu treball durant l'any 2006. Es van concedir les mateixes medalles que a l'edició anterior, en total 17 premis. Es va concedir un premi homenatge a l'actriu Amparo Rivelles. La guanyadora de la nit va ser Volver de Pedro Almodóvar, que va guanyar sis medalles (millor pel·lícula, director, actriu, actriu secundària, guió original, i música). Es va imposar a l'altra favorita, El laberinto del fauno de Guillermo del Toro, que només en va obtenir dos.
Després del lliurament de medalles es va projectar en primícia la pel·lícula Dies de glòria de Rachid Bouchareb, en versió original.

## Pel·lícules candidates
| Pel·lícula                | Nominacions | Premis |
| ------------------------- | ----------- | ------ |
| Volver                    | 10          | 6      |
| El laberinto del fauno    | 9           | 2      |
| La noche de los girasoles | 8           | 2      |
| Mia Sarah                 | 4           | 1      |
| Salvador (Puig Antich)    | 4           | 1      |
| Alatriste                 | 3           | 0      |
| Un franco, 14 pesetas     | 2           | 0      |
| Ficció                    | 1           | 0      |
| El camino de los ingleses | 2           | 0      |
| AzulOscuroCasiNegro       | 1           | 0      |
| Vete de mí                | 1           | 0      |
| Yo soy la Juani           | 1           | 0      |
| La fiesta del Chivo       | 1           | 0      |

## Premis i nominats per categoria
| Millor pel·lícula | Millor direcció |
| --- | --- |
| - Volver - El laberinto del fauno - La noche de los girasoles - Un franco, 14 pesetas                                                                                           | - Pedro Almodóvar per Volver - Guillermo del Toro per El laberinto del fauno - Jorge Sánchez-Cabezudo per La noche de los girasoles - Carlos Iglesias per Un franco, 14 pesetas                           |
| Millor actor protagonista | Millor actriu protagonista |
| - Carmelo Gómez per La noche de los girasoles - Juan Diego per Vete de mí - Daniel Brühl per Salvador (Puig Antich) - Sergi López i Ayats per El laberinto del fauno            | - Penélope Cruz per Volver - Maribel Verdú per El laberinto del fauno - Verónica Sánchez per Mia Sarah - Marta Etura per AzulOscuroCasiNegro                                                              |
| Millor actor secundari | Millor actriu secundària |
| - Fernando Fernán Gómez per Mia Sarah - Javier Cámara per Ficció - Celso Bugallo per La noche de los girasoles - Eduard Fernández per Alatriste                                 | - Carmen Maura per Volver - Blanca Portillo per Volver - Lola Dueñas per Volver - Cuca Escribano per El camino de los ingleses                                                                            |
| Millor guion original | Millor guió adaptat |
| - Pedro Almodóvar per Volver - Guillermo del Toro per El laberinto del fauno - Jorge Sánchez-Cabezudo per La noche de los girasoles - Carlos Iglesias per Un franco, 14 pesetas | - Lluís Arcarazo per Salvador (Puig Antich) - Agustín Díaz Yanes per Alatriste - Antonio Soler per El camino de los ingleses - Augusto Cabada, Luis Llosa i Zachary Sklar per La fiesta del Chivo         |
| Premi revelació | Millor fotografia |
| - Jorge Sánchez-Cabezudo per La noche de los girasoles - Ivana Baquero per El laberinto del fauno - Verónica Echegui per Yo soy la Juani - Gustavo Ron per Mia Sarah            | - Guillermo Navarro per El laberinto del fauno - José Luis Alcaine per Volver - Paco Femenía per Alatriste - Ángel Iguácel per La noche de los girasoles                                                  |
| Millor música | Millor muntatge |
| - Alberto Iglesias per Volver - Javier Navarrete per El laberinto del fauno - César Benito per Mia Sarah - Lluís Llach per Salvador (Puig Antich)                               | - Bernat Vilaplana per El laberinto del fauno - José Salcedo Palomeque per Volver - Pedro Ribeiro per La noche de los girasoles - Josep Miquel Aixalà i Martí i Santy Borricón per Salvador (Puig Antich) |
| Millor pel·lícula estrangera | |
| - Crash, de Paul Haggis - Copiant Beethoven, de Agnieszka Holland / - La reina, de Stephen Frears - Petita Miss Sunshine, de Jonathan Dayton i Valerie Faris                    | |
| Medalla d'honor | |
| Amparo Rivelles | |
| Medalla a la labor periodística i literària | |
| José María Aresté, pel llibre Escritores de cine (Espasa-Calpe). | |
| Medalla a la solidaritat | |
| Sud express de Chema de la Peña i Gabriel Velázquez | |
| Medalla a la labor com a documentalista | |
| Carlos Benpar per Cineastas en acción. | |